# Морозко (сериал)
«Морозко» — российский комедийно-драматический сериал режиссёра Юлии Лысовой, снятый по собственному сценарию. Главные роли сыграли Аглая Тарасова и Никита Ефремов.
Премьера состоялась 6 марта 2024 года в онлайн-кинотеатре Okko.

## Сюжет
33-летняя Рита работает на телевидении, но ей там не нравится. В личной жизни она одинока. После похода ко врачу Рита узнаёт, что у неё остался последний шанс забеременеть с помощью ЭКО и нужно срочно выбрать донора. Эта задача становится отправной точкой к поиску настоящей любви.

## В ролях
| Актёр                | Роль                                |
| -------------------- | ----------------------------------- |
| Аглая Тарасова       | Рита                                |
| Никита Ефремов       | Тарас                               |
| Андрей Федорцов      | Вениамин дедушка Риты               |
| Алиса Руденко        | Рита в детстве                      |
| Николай Наумов       | Юрий папа Риты в молодости          |
| Гоша Куценко         | Олег                                |
| Ирина Богданова      | Елена бабушка Риты                  |
| Виктор Логинов       | Юрий папа Риты                      |
| Евгений Городницкий  | доктор Кунин врач районной больницы |
| Елизавета Гончаренко | Надя подруга Риты                   |
| Геннадий Масленников | Полуночный ковбой экстрасенс        |
| Алина Ходжеванова    | Нина в молодости                    |
| Елена Морозова       | Нина в зрелости                     |

## Список серий
| Сезон | Сезон | Серии | Период трансляции        |
| ----- | ----- | ----- | ------------------------ |
|       | 1     | 8     | 6 марта — 17 апреля 2024 |

### Сезон 1
| № серии | Описание серии | Премьера   |
| ------- | --- | ---------- |
| 1       | 33-летняя Рита работает редактором светских новостей, а вечера девушка проводит в компании винишка, сигарет и чучела хорька по имени Леонид. Каждый ее день похож на предыдущий. У нее нет ни бойфренда, ни семьи, ни планов на будущее. Все меняется с походом к врачу. Доктор сообщает Рите, что у нее ранний климакс. Дело в наследственности или во вредных привычках. У девушки осталась последняя активная яйцеклетка, последний, хоть и маленький, шанс стать матерью. Времени ждать нет, сейчас или никогда. Врач предлагает Рите выбрать отца будущего ребенка из банка доноров спермы. Однако девушка решает сама найти подходящего мужчину. | 06.03.2024 |
| 2       | Рита договорилась о встрече с потенциальным донором спермы в баре. Им оказывается странноватый немолодой мужчина в ковбойской шляпе. Но Рита уже успела познакомиться у стойки с симпатичным парнем по имени Тарас. Он понравился девушке с первого взгляда. Вечер Рита проводит в компании Полуночного ковбоя и Тараса, рассказывая новым знакомым о своем детстве. Риту воспитывали мама, бабушка и дедушка, папа же много пил и вечно пропадал из дома. Полуночный ковбой уверяет, что у него есть экстрасенсорные способности и он знает, что у Тараса есть жена и дети. Рита в расстроенных чувствах уходит домой, но Тарас увязывается за ней.   | 06.03.2024 |
| 3       | Рита тратит все силы на поиски Тараса. Она уверена, что он мог бы стать отличным отцом для ее будущего ребенка. Девушка находит его фотографию в интернете и понимает, что парень занимается регби. Рита отправляется на стадион, но не обнаруживает Тараса. Тренер уверяет, что в последнее время парень не посещает тренировки. Называть личный номер телефона Тараса наставник отказывается, поскольку уверен, что Рита является сумасшедшей поклонницей. В итоге Рита связывается с хакерами, чтобы отыскать Тараса, но это тоже не дает результатов. В детских воспоминаниях Риты девочка становится обладательницей хорька Леонида.              | 13.03.2024 |
| 4       | В присутствии Риты Тарас не слышит невыносимого шума. Ему нужно за неделю дорисовать фантастический комикс. Девушка соглашается помочь, а за это Тарас должен подыскать достойного донора спермы. Тренер регбийной команды Рите не нравится, так что она обращается на сайт сеятель.рф, где находит вроде бы достойного кандидата. Донор должен прийти в клинику в назначенное время на следующий день. Вечером Рита рассказывает Тарасу про то, как в детстве отец снова и снова уходил из дома, забывая про жену и дочку. Однажды папа все-таки вспомнил про день рождения Риты и подарил ей диско-шар. Но у истории грустное продолжение.           | 20.03.2024 |
| 5       | Тарас все-таки соглашается стать донором спермы, но тут его ожидает крайне неприятный сюрприз от доктора Кунина. По словам врача, подавляющее большинство сперматозоидов парня мертво, так что шансов оплодотворить яйцеклетку фактически нет. Если верить доктору Кунину, Тарас бесплоден, а значит, он не является отцом детей его жены. Тарас не верит и уходит из клиники. Начинается первый этап сложной процедуры оплодотворения, наркоз все никак не берет Риту, поэтому доктор Кунин переживает, что ничего не получится. Рита же под действием препаратов погружается в странноватый сон, в котором смешиваются прошлое и настоящее.          | 27.03.2024 |
| 6       | | 03.04.2024 |
| 7       | | 10.04.2024 |
| 8       | | 17.04.2024 |

## Производство
Сериал снят кинокомпанией «Место силы» и Originals Production эксклюзивно для онлайн-кинотеатра Okko.
Съёмки проходили в Москве и Подмосковье с июля по сентябрь 2023 года.
В июле 2022 года первый эпизод был показан в рамках конкурсной программы IV российского фестиваля сериалов «Пилот» в Иваново.
Сериал содержит много отсылок к другим кинолентам. Так, например, экстрасенс по прозвищу «Полуночный ковбой» является отсылкой к одноимённому фильму, а доктор Кунин (мужчина-врач) – к сериалу «Доктор Куин, женщина-врач».

## Реакция
Сериал получил преимущественно положительные отзывы российских кинокритиков.
Роман Черкасов («Ведомости»): «Сериал про одиночество и детские травмы. В «Морозко» эти невесёлые темы становятся предметом юмористического повествования. Но, кажется, не для того, чтобы просто посмеяться, а чтобы попытаться найти ободряющие слова для всех, кому эти темы не чужды».
Маша Токмашева (Кино-театр.ру): «Отчасти проект, придуманный и срежисированный практически дебютанткой Юлией Лысовой, причём на основе личной истории, напоминает недавние «Иру» и «Ева, рожай», только в «Морозко» главная героиня не ломает четвёртую стену в поиске достойной второй половины, а, скорее, проходит внутреннюю терапию по избавлению от семейных паттернов, травмирующих, но ярких воспоминаний о прошлом и обретению себя в не всегда радостном настоящем».
Маша Бороденко (Кино-театр.ру): «Рассказ Риты от первого лица напоминает личный дневник, честную исповедь, рассказанную с юмором и беспощадным отношением к себе. В отличие от тоже комедийного «Цыцгендера» из программы смотра над «Морозко» как над проектом о женщине работала женщина – режиссёр Юлия Лысова, которой удалось создать яркое личное высказывание».